# Friedrich-Carl Kobbe
Friedrich-Carl Kobbe (auch Friedrich Carl Kobbe; * 18. Oktober 1892 in Krefeld; † 7. Mai 1957 in München) war ein deutscher Schriftsteller, Journalist, Theater- und Hörspielregisseur.

## Leben
Friedrich-Carl Kobbe war der Sohn von Carl Kobbé, Chemiker und Fabrikbesitzer (ehem. Weiler-ter-Meer Chemische Werke in Uerdingen) verstorben 1916, und Emmy Claire, geborene Schneider-Scheibler verstorben 1939. Er studierte Philologie und Kunstgeschichte in Göttingen und Münster. Ab 1919 arbeitete er als Kritiker und Feuilleton-Redakteur bei der Kassler Allgemeinen Zeitung; der Braunschweigischen Landeszeitung; der Münchner-Augsburger Abendzeitung und der Kassler Post. 1930 ging Kobbe zu den Hamburger Nachrichten und war dort als Theaterkritiker und Chef des Feuilletons tätig bis 1935. Daneben war er Leiter der Kammerspiele Braunschweig von 1923 bis 1924 und Besitzer sowie künstlerischer Leiter des Neuen Theaters Hamburg von 1935 bis 1936. 1937 ging er nach Düsseldorf als Feuilletonleiter an den Düsseldorfer Nachrichten von 1937 bis 1940. 1940 ging er wieder nach München, war dort zunächst Hauptdramaturg bei der Bavaria Film, bis er in 1945 die Posten des Gastregisseur zahlreicher Bühnen am Münchner Theater der Jugend übernahm. Im Juli 1946 schließlich wechselte Kobbe als Verlagsleiter zum gerade gegründeten Verlag Kurt Desch, von 1949 bis kurz vor seinem Tod war er Leiter der Hörspielabteilung und Literarischen Abteilung sowie Oberspielleiter beim Bayerischen Rundfunk. In dieser Funktion zeichnete Kobbe für eine Reihe von Hörspielproduktionen als Regisseur und Wort-Bearbeiter verantwortlich. 1957 musste er den Bayerischen Rundfunk fristlos verlassen, nachdem vom Intendanten Franz Stadelmayer finanzielle Unregelmäßigkeiten in der Hörspielabteilung festgestellt wurden.

## Hörspielproduktionen

### Als Regisseur
- 1950: Nocturno – Autor: Hans-Jürgen Soehring
- 1951: Die Quelle – Autor: Robinson Jeffers
- 1952: Die Frau von der Insel Andros – Autor: Thornton Wilder
- 1952: Die Geschichte von Babar, dem kleinen Elefanten – Autor: Jean de Brunhoff
- 1952: Der Ruhetag – Autor: Paul Claudel
- 1952: Ostern – Autor: August Strindberg
- 1952: Alkestis – Autor: Ernst Wilhelm Eschmann
- 1953: Die Perser – Autor: Aischylos
- 1953: Mignon – Autoren: Johann Wolfgang von Goethe
- 1953: Alte Frau im Grandhotel – Autor: Walter Jens
- 1953: Medea – Autor: Robinson Jeffers
- 1954: Pippa geht vorüber – Autor: Robert Browning
- 1954: Das Herrenhaus – Autor: Thomas Wolfe
- 1954: Der Kammersänger – Autor: Frank Wedekind
- 1954: Die Hochzeit der Sobeide – Autor: Hugo von Hofmannsthal
- 1954: Der Golem – Autor: Gustav Meyrink
- 1954: Christoph Columbus – Autor: Charles Bertin
- 1955: Lenz – Autor: Georg Büchner
- 1955: Markheim – Autor: Robert Louis Stevenson
- 1955: Die Unbekannte aus der Seine – Autor: Ödön von Horváth
- 1955: Irrungen, Wirrungen – Autoren: Theodor Fontane, Margit Wagner, Simon Glas
- 1955: Der Kinderkreuzzug – Autor: Marcel Schwob
- 1956: Der letzte Tag von Lissabon – Autor: Günter Eich
- 1956: Bist du es, Anna? – Autor: Claude Aveline
- 1956: Firmian und Christine – Autor: Roland Ziersch
- 1956: Tafelgespräche – Autor: Walter Jens
- 1957: Stark wie der Tod – Autor: Guy de Maupassant

### Als Bearbeiter (Wort)
- 1949: Schwanenweiß – Autor: August Strindberg – Regie: Helmut Brennicke
- 1950: Anonyme Briefe – Autorin: Annemarie Artinger – Regie: Heinz-Günter Stamm
- 1951: Bathseba – Autor: André Gide – Regie: Helmut Brennicke
- 1951: Der Turm – Autor: Hugo von Hofmannsthal – Regie: Wilm ten Haaf

### Als Regisseur und Bearbeiter (Wort)
- 1951: Clarissa – Autor: Gotthold Ephraim Lessing
- 1952: Colombe oder Das Glück der Liebe – Autor: Jean Anouilh
- 1952: Der weiße Fächer – Autor: Hugo von Hofmannsthal
- 1953: Wir waren drei – Autor: Jean Sarment
- 1953: Liebe – und wie man sie heilt – Autor: Thornton Wilder
- 1955: Thekla – Autor: Friedrich Schiller
- 1956: Um Lukretia – Autor: Jean Giraudoux
- 1956: Julia – Autor: Friedrich Hebbel
- 1956: Der Kaiser und die Hexe – Autor: Hugo von Hofmannsthal
- 1957: Der Unbestechliche – Autor: Hugo von Hofmannsthal

## Schriften
- 1911: Kaminfeuer. Skizzen und Verse mit dem Porträt des Verfassers nach einer Kreidezeichnung von Bruno Kreissler. Verlag J. Greven, Crefeld (gedruckt in 350 nummerierten Exemplaren bei W. Drugulin, Leipzig) (als Herausgeber)
- 1931: Zwischen den Zeiten. Hamburger Theater 1930. Alster Verlag, Hamburg (gedruckt bei Hermann´s Erben, Hamburg) (als Herausgeber)
- 1932: Theater in dieser Zeit? (als Herausgeber)
- 1946: Phantastische Erzählungen. Kurt Desch Verlag, München (als Herausgeber)
- 1948: Salamander soll glühen. Phantastische Erzählungen. Kurt Desch Verlag, München (als Herausgeber)